# Dalia Muccioli
Dalia Muccioli, née le 22 mai 1993 à Cesenatico, est une coureuse cycliste italienne. Elle a notamment été championne d'Italie sur route 2013.

## Biographie
Elle pratique la gymnastique dans son enfance, puis commence le cyclisme à l'âge de huit ans. En catégorie juniors, elle obtient de bons de résultats, ce qui lui permet d'être sélectionnée pour les championnats d'Europe 2011. 
En 2012, elle devient professionnelle au sein de l'équipe Bepink de Walter Zini. Elle gagne le classement de la meilleure jeune de la Route de France. Elle est sélectionnée pour les championnats du monde en tant que remplaçante. L'année suivante, à la surprise générale, elle gagne en solitaire sa première course professionnelle au championnat d'Italie sur route qui se déroule à Rancio Valcuvia. Elle s'est échappée avec Silvia Valsecchi avant que Elisa Longo Borghini ne les reprennent et n'accélère. Seule Dalia Muccioli parvient à la suivre. Cette dernière chute et la première se retrouve donc seule en tête et gagne. Au championnat d'Europe sur route espoirs, elle se classe huitième. Elle est de nouveau sélectionnée en équipe nationale pour les  mondiaux en tant que remplaçante.
En 2014, elle termine neuvième du championnat d'Italie sur route et en contre-la-montre. En 2015, elle rejoint l'équipe Alé Cipollini. Elle se classe troisième du championnat d'Italie sur route et en contre-la-montre.

## Palmarès sur route

### Palmarès par années
- 2013
  -  Championne d'Italie sur route
  - 2e étape du Tour de San Luis (Contre-la-montre par équipes)
  - 1re étape secteur a du Tour du Trentin (Contre-la-montre par équipes)
- 2015
  - 3e du championnat d'Italie sur route
  - 3e du championnat d'Italie du contre-la-montre
- 2017
  - 2e étape du Tour de Campanie

### Classements UCI
| Année                                 | 2012 | 2013 | 2014 | 2015 | 2016 | 2017 | 2018 |
| ------------------------------------- | ---- | ---- | ---- | ---- | ---- | ---- | ---- |
| Classement UCI                        | 332e | 81e  | 109e | 446e | 484e | nc   | 137e |
| UCI World Tour                        |      |      |      |      | nc   | nc   | 68e  |
|                                       |      |      |      |      |      |      |      |
| Légende : nc = non classéSource : UCI |      |      |      |      |      |      |      |